# Edi Ponoš
Edi Ponoš (Split, 10. travnja 1976.), hrvatski atletičar.
Natjecao se na Olimpijskim igrama 2004. u bacanju koplja. Osvojio je 33. mjesto.
Na Mediteranskim igrama 2001. je osvojio brončanu medalju.
Bio je član splitskog ASK-a.